# Греческая военная авиация в Первой мировой войне
Греческая военная авиация (греч. Ελληνική Πολεμική Αεροπορία), в другом чтении Военно-воздушные силы Греции, в силу первоначального нейтралитета Греции и Национального раскола, вступила в Первую мировую войну, в июне 1917 года. Греческая морская авиация вступила в войну несколько ранее, в сентябре 1916 года.

Эмблема ВВС Греции.

## Между Балканскими и Первой мировой войнами
После победных для греческого оружия Балканских войн (1912—1913 годы), с 16 августа 1913 года единственная в греческой армии «Рота авиации» («Λόχος Αεροπορίας») обосновалась в столице Македонии, городе Фессалоники. «Рота» находилась в составе инженерного корпуса, под непосредственным контролем командующего III корпуса армии. С 23 декабря 1913 года, «Рота Авиации» была передана Военному министерству и базировалась на аэродроме пригорода македонской столицы Лембет (Эвкарпия). Командиром роты был назначен один из пионеров греческой авиации, капитан Димитриос Камперос.

## Первая мировая война

### Период нейтралитета
В период с окончания Балканских войн и до начала Первой мировой войны наблюдался антагонизм Великих держав для привлечения Греции на свою сторону в надвигающейся войне:305.
Начало Первой мировой войны усугубило и без того сложные отношения премьер-министра Венизелоса и короля Константина. Венизелос был рьяным сторонником вступления Греции в войну на стороне Антанты:306. Константин был склонен верить в победу Германии.
Готовясь к Галлипольской операции, союзники запросили участия в ней греческой армии и флота. В обмен Венизелос запросил передачу Греции, после войны, Восточной Фракии, западного побережья Малой Азии, а также, тогда британского Кипра. Обещанная союзниками компенсация была впечатляющей и Константин заколебался:343. Однако королева София, сестра кайзера Вильгельма, и офицеры генштаба сумели переубедить Константина. В результате, в марте 1915 года, Венизелос подал в отставку, но вновь победил на последовавших выборах:345.
Сразу после формирования нового правительства, Венизелос начал мобилизацию. Одновременно союзники обещали ему прислать на север страны свои войска. В сентябре 1915 года в Салоники прибыли первые части французской армии, под командованием генерала М. Саррая:346. 22 сентября Константин заявил, что передумал и не согласен с союзом с Антантой. С этого момента начали образовываться два греческих государства:
- Нейтральное государство Афин
- Союзное Антанте государство Салоник

В октябре 1915 года «Рота Авиации» была переименована в Авиационную службу армии (Αεροπορική Υπηρεσία Στρατού — ΑΥΣ). Первоначальный официальный нейтралитет Греции, с одновременным прибытием войск Антанты в Салоники, где базировалась «Авиационную служба (греческой) армии», в сочетании с политическим кризисом, привели к тому что ΑΥΣ перебазировалась в Аминдео, Западная Македония, а затем в южную Грецию.

### Участие армейской авиации в войне
Вступление Греции в войну в июне 1917 года ознаменовало начало активной деятельности ΑΥΣ, с французской помощью и под командованием «майора Дена», и с помощью греческого лётчика Александроса Заннаса (1892—1963), впоследствии министра авиации.

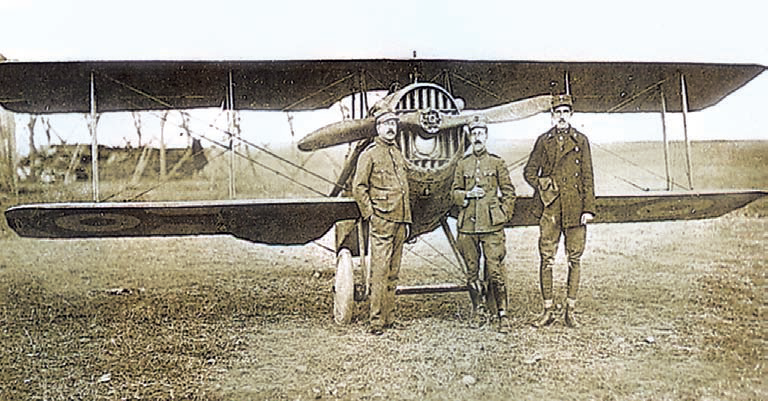
Александрос Заннас (в середине) перед самолётом Spad S.VII

Французы развили значительную деятельность в регионе Салоник, организовали 8 аэродромов и один прифронтовой завод-базу (Όρχος Αεροπορίας). На территории аэродрома Седес с 4 сентября 1917 года началось, под французским руководством, обучение новых греческих лётчиков и механиков. В ноябре 1917 года в Салоники вернулась ΑΥΣ. После переподготовки её лётчиков французами, к началу 1918 года ΑΥΣ был преобразован в отдельный Корпус Авиации, равноправный с другими родами войск греческой армии.
Первой греческой эскадрильей стала 532-я Разведывательная эскадрилья. Эскадрилья насчитывала 12 самолётов Dorand A.R.1 и несколько самолётов Breguet 14A2/Β2 и с 10 декабря 1917 года действовала в регионе Горго́пи (около города Аксио́полис), на реке Аксио́с. Первоначально лётный состав эскадрильи был смешанным (французы и греки), но постепенно, по мере вступления в эскадрилью новых греческих пилотов, к сентябрю 1918 года лётный состав эскадрильи стал исключительно греческим.
Последовало создание 531-й Истребительной эскадрильи, которая была сформирована 13 марта 1918 года. Эта эскадрилья действовала в том же регионе с 532-й эскадрильей и имела в своём составе самолёты Nieuport 24bis и Spad VII/XIII. Командование эскадрильей было поручено Александру Заннасу.
1 июня 1918 года в Димитрици, Серре была сформирована 533-я Эскадрилья разведки и бомбардировки (греч. Μοίρα Αναγνώρισης και Βομβαρδισμού — ΜΑΒ).
Последней греческой эскадрильей сформированной в годы Первой мировой войны стала 534-я Разведывательная эскадрилья, которая была образована в сентябре 1918 в Лембет (Эвкарпия).
Кроме этого, ΑΥΣ создала вспомогательные службы в Микро́ Эмволо (Карабурнаки), Салоники.
Значительным был вклад греческих эскадрилей в битве при Скра-ди-Леген, где они производили координацию огня артиллерии, бомбёжку и разведку над линией фронта, поддержку с воздуха атак греческих дивизий. С прибытием на фронт 533 -й Эскадрильи разведки и бомбардировки (ΜΑΒ), операции продолжились восточнее и севернее, в регионах куда отступали немецкие и болгарские соединения. С подписанием перемирия с Болгарией (30 сентября 1918 года) и Османской империей (Мудросское перемирие, 30 октября 1918 года), 531-я эскадрилья была распущена на салоникском аэродроме Микра в октябре 1918 года. Одновременно 533-я эскадрилья получила самолёты Breguet 14A2/Β2. Всё оборудование фронтовых аэродромов в Македонии перешло в ведомство ΑΥΣ.

### Морская авиация в Первой мировой войне

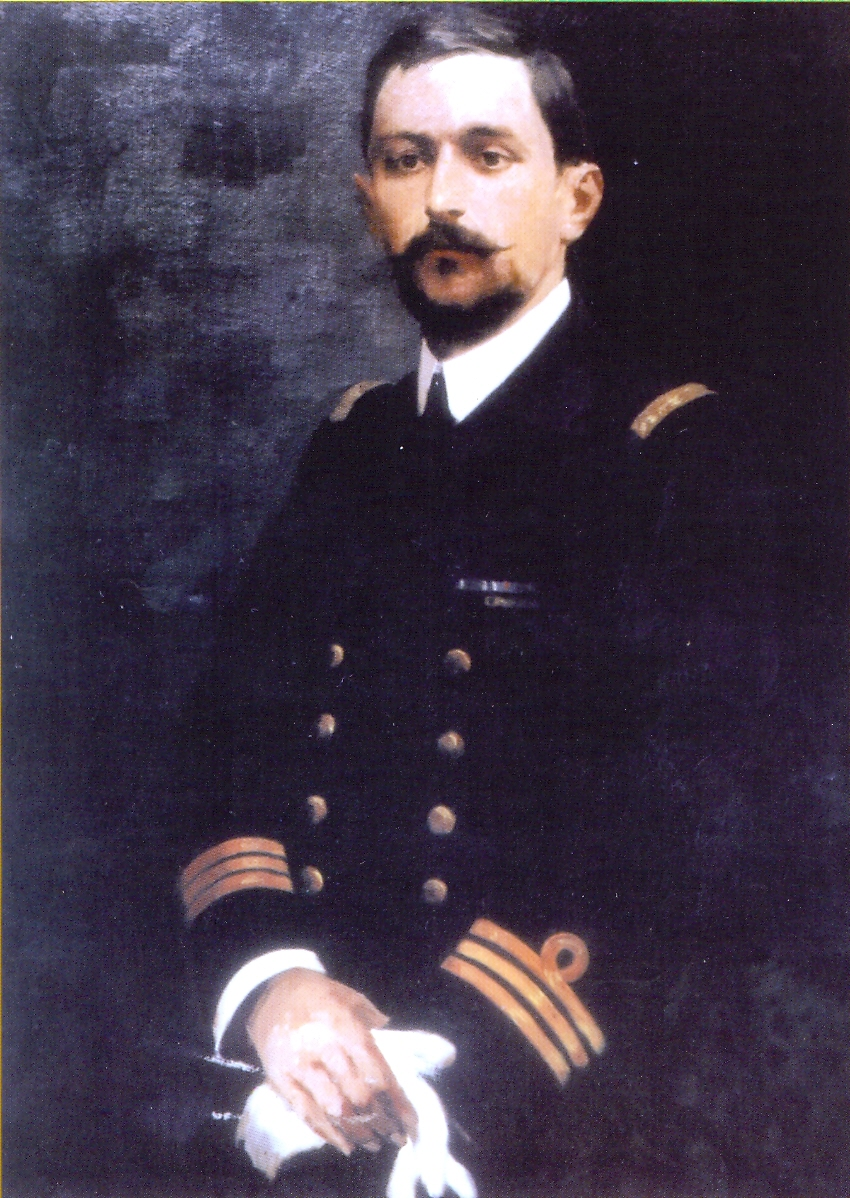
Аристидис Морайтинис, ас греческой морской авиации и её командир её эскадрильи H2 в годы Первой мировой войны.

Первый боевой вылет в истории мировой военной морской авиации был совершён в Первую Балканскую войну греческими пилотами М. Мутусисом и А. Морайтинисом.
Результатом успешного использования самолётов в морской войне стало создание греческим флотом 20 апреля 1914 года Морского Авиационного Корпуса (Навтико́ Аэропорико́ Со́ма — Ναυτικό Αεροπορικό Σώμα — ΝΑΣ). Содействие в создании ΝΑΣ было оказано британской миссией, с помощью которой в Великобритании были заказаны 3 гидроплана Sopwith Greek Seaplane, первый из которых прибыл в Грецию в мае 1914 года.
В Элевсине, в 30 км от Афин, было создано лётное училище, в котором Морайтинис и ещё 2 греческих пилота прошли в октябре 1914 года лётную подготовку на новых самолётах. Почти сразу эскадрилья ΝΑΣ была усилена 4 самолётами Henry Farman ΗF.22.
С началом Первой мировой войны и после Национального раскола и формирования правительства Национальной обороны в македонской столице в сентябре 1916 года, ΝΑΣ последовал за Венизелосом.

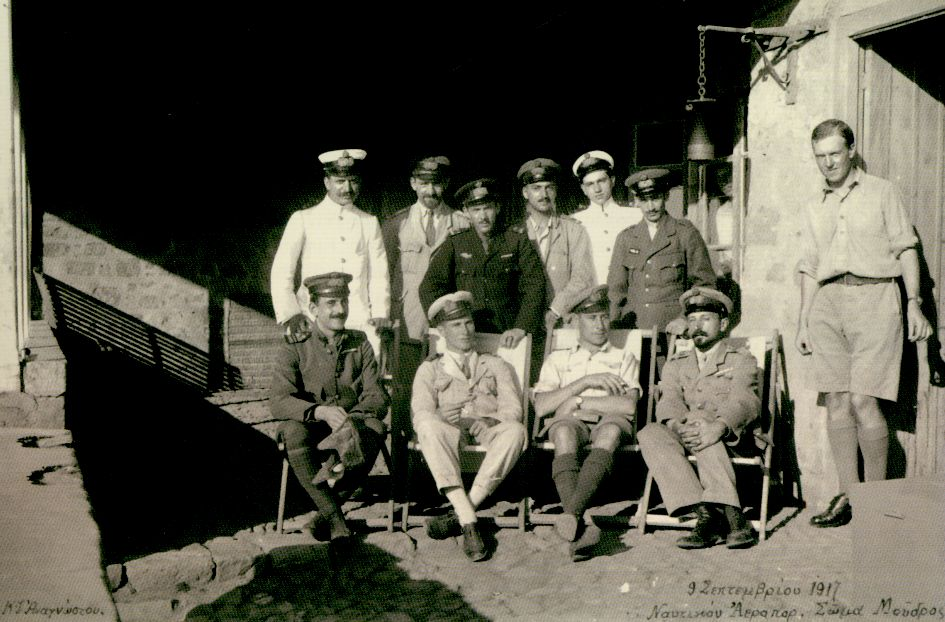
Греческие и британские пилоты в Мудросе, 1917 год. Морайтинис сидя крайний справа.

Самолёты греческой военно-морской авиации были переданы под британское командование и действовали как на Македонском фронте, так и, базируясь на островах Лемнос и Тасос в операциях в черноморских проливах. С октября 1916 года Морайтинис принял командование ΝΑΣ, который был включён во II британское крыло Королевских морских воздушных сил (RNAS — Royal Naval Air Service). 18 марта 1917 года Морайтинис и лейтенант Психас, на самолёте Henry Farman HF.22, произвёл бомбардировку аэродрома Зеревич у города Драма, разрушив ангары немецких и болгарских самолётов. Впоследствии он произвёл бомбардировку железнодорожной станции Драмы, уничтожив 3 железнодорожных состава.
Успешные действия греческих морских лётчиков ΝΑΣ привели к созданию греческой «Эскадрильи Ζ» в мае 1917 года. «Эскадрилья Ζ», совместно с британскими эскадрильями, успешно действовала против целей в Восточной Фракии и в боях над Галлипольским полуостровом.
Особенно отмечены действия «Эскадрильи Ζ» и самого Морайтиниса при выходе «Гёбен» и «Бреслау» в январе 1918 года из Дарданелл.
Морайтинис, на истребителе Sopwith Camel 1F.1 отличился в очередной раз, сбив три вражеских самолёта, пытавшихся перехватить бомбардировщики союзников.
Греческий Sopwith 1½ Strutter был сбит немецким ассом Эмилем Мейнеке (Emil Meinecke). Его пилот лейтенант Спиридон Хамбрас погиб.
В марте 1918 года ΝΑΣ насчитывал уже 4 эскадрильи (Η1, Η2, Η3 и Η4) и 43 самолёта, располагая аэродромами в Фалере, Тасосе, Мудросе, Ставросе и в Сунионе. Морайтинис возглавил эскадрилью Η2.
В июне 1918 года ΝΑΣ осуществил бомбардировку целей в Малой Азии, нейтрализуя деятельность немецкой и турецкой авиации над восточной частью Эгейского моря. Действуя с острова Лесбос, эскадрилья Н2 Морайтиниса произвела бомбардировку аэродромов Казимира, Смирны, Санджак-кале и Менемена, а также военных объектов в самом городе Смирна и моста в Магнисии.
В ходе одного из налётов, Морайтинис на гидроплане Farman, подвёрг бомбардировке немецкий крейсер в порту Смирны.
Примечателен эпизод с запечатанным конвертом, сброшенным османским самолётом над островом Лесбос, в котором турки просили узнать о судьбе двух своих пилотов, сбитых греками над Хиосом. 20 июля Морайтинис сбросил на аэродром Казимир свой ответ, в котором информировал, что османские пилоты живы-здоровы и что туркам не следует беспокоиться, поскольку греки с уважением относятся к пленным..
В ходе войны, греческая морская авиация получила признание союзников, а сам Морайтинис получил британский Орден «За выдающиеся заслуги».

## Потери
В Балканские войны греческая авиация потеряла убитым только одного пилота — Эммануила Аргиропулоса, да и того не в бою, а в результате авиационной катастрофы. Напротив, потери греческой авиации в годы Первой мировой войны составили 17 пилотов убитыми.

## Самолёты греческой авиации периода 1914—1918 годов

### Самолёты армейской авиации
- Breguet 14 A2/B2
- Caudron G.III
- Dorand A.R.1
- Farman F.40
- Nieuport 24/24bis/27
- Spad VII/XIII

### Самолёты морской авиации
- Airco De Haviland D.H.4
- Airco De Havilland D.H.6
- Airco De Havilland D.H.9
- B.E.2
- Bristol Scout C
- Henry Farman HF.22
- Short 184
- Sopwith Baby
- Sopwith Bat-Boat
- Sopwith Camel 1F.1
- Sopwith Greek Seaplane
- Sopwith Pup
- Sopwith Strutter 9400 Fighter
- Sopwith Strutter 9700 Bomber
- Sopwith Triplane

## Военные операции греческой авиации после окончания войны
После поражения Османской империи и подписания Мудросского перемирия (1918 год), османский флот «практически перестал существовать». В Константинополе стали базироваться корабли стран Антанты, включая корабли военно-морского флота Греции.

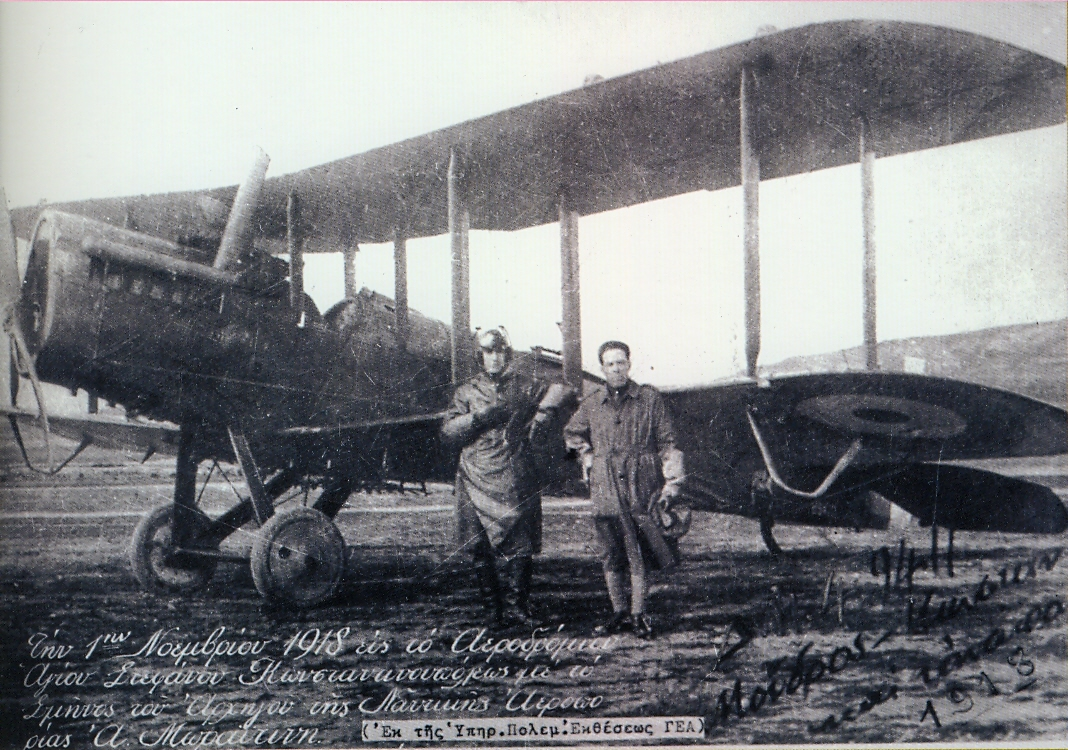
Греческие морские пилоты И. Теологис и К. Палеологос из эскадрильи Н2 А. Морайтиниса на аэродроме Сан Стефано, ноябрь 1918 года.

Одновременно греческая морская эскадрилья Н2 А. Морайтиниса перебазировалась на аэродром в Сан Стефано, в 11 км от Константинополя, встречаемая с восторгом греческим населением. 22 декабря 1918 года, во время перелета из Салоники в Афины, самолет Морайтиниса разбился по причине плохой погоды на горе Олимп.
Неожиданная смерть Морайтиниса стала огромным ударом для греческой морской авиации, но не приостановила её развитие. В январе 1919 года, по просьбе Антанты, греческая армия отправила на юг России, в поддержку Белого движения, свои II и XIII дивизии. В Украинском походе греческой армии, кроме пехотных дивизий, приняли участие как корабли греческого флота, так и самолёты греческой авиации. Греческая авиация была представлена в походе 534-й эскадрильей, она же «4-я Авиационная флотилия», под командованием лейтенанта Петроса Икономакоса.
В мае 1919 года, по мандату Антанты, греческие войска высадились на западном побережье Малой Азии. Высадка предполагалась мирной. Однако в результате этой высадки Греция оказалось вовлечённой в широкомасштабную войну. В последовавшем Малоазийском походе (1919—1922) приняли участие самолёты как армейской, так и морской греческой военной авиации.